# Leland H. Hartwell
Leland Harrison (Lee) Hartwell (rođen 30. listopada 1939.,  Los Angeles, Kalifornija) je američki biolog koji je 2001. dobio Nobelovu nagradu za fiziologiju ili medicinu zajedno s R. Timothy Huntom i Paul M. Nurseom za njihova otkrića temeljnog mehanizma kontrole staničnog ciklusa. 

## Vanjske poveznice
- Nobelova nagrada - autobiografija (engl.)